# Ретіс
Ретіс (нім. Röthis) — містечко та громада  округу Фельдкірх в землі Форарльберг, Австрія. Ретіс лежить на висоті 508 м над рівнем моря і займає площу 2,72 км². Громада налічує 1922 мешканців. Густота населення 707/км².  
Округ Фельдкірх лежить на самому заході Австрії, на кордонах із Швейцарією та Ліхтенштейном. Це високорірний альпійський регіон. Населення округу, як і всього Форальбергу, розмовляє алеманським діалектом німецької мови, а тому ближче до швейцарців, ніж до населення більшої частини Австрії, яке розмовляє баварсько-австрійським діалектом. Округ, основною індустрією якого є туризм, має розвинуту мережу сполучення, численні гірськолижні траси й спортивні курорти з готелями та іншою інфраструктурою. 
|                                |
| Ретіс на мапі округу та землі. |

Адреса управління громади: Schlößlestraße 31, 6832 Röthis. 
У містечку є дитячий садок. 

## Демографія
Історична динаміка населення міста за даними сайту Statistik Austria